# Jean Falk
Jean Falk (eigentlich Johann Baptist Falk II.) (* 30. November 1850 in Mainz; † 31. Dezember 1930 ebenda) war ein deutscher Handwerksfunktionär und Abgeordneter.

## Herkunft
Falk war der Sohn des Buchdruckereibesitzers und Abgeordneten Johann Baptist Falk (1825–1905) und dessen Ehefrau Maria Antonia geborene Kirstein (Kirschstein). Falk, der katholischer Konfession war, heiratete am 3. September 1872 in Mainz Anna Eva Wilhelmine Stein (1853–1931), die Tochter des Hofsäckslers in Mainz Heinrich Jacob I. Stein (1820–1892), und der Salome geborene Koelsch (1822–1893).

## Ausbildung
Er besuchte das St.-Marien-Institut und Realschule in Mainz und machte danach nach einem Auslandsaufenthalt eine Metzgerlehre. 1872 legte er die Meisterprüfung ab.

## Funktionär
Von 1886 bis 1924 war er Obermeister der Mainzer Metzgerinnung und Vorstandsmitglied des Innungsbezirks Hessen und Nassau. 1900 wurde er 1. Vorsitzender der Großherzoglich Hessischen Handwerkskammer zu Darmstadt.
Von 1908 bis 1923 war er Vorsitzender der Fleischerei-Berufsgenossenschaft. Daneben war er Vorsitzender der Hessischen Handwerks-Zentralgenossenschaft.

## Politiker
Ab 1896 war er Stadtverordneter in Mainz. Er wirkte als außerordentliches Mitglied der Abteilung für Landwirtschaft, Handel und Gewerbe im Ministerium des Innern in Darmstadt. Von 1911 bis 1918 war er Mitglied der Ersten Kammer der Landstände des Großherzogtums Hessen als Vertreter des Handwerks.

## Ehrungen
1905 wurde er mit dem Ehrentitel Gewerberat und 1917 als Geheimer Gewerberat ausgezeichnet. 1924 ging er in den Ruhestand.

## Auszeichnungen
- 1909 November 25 – Verleihung der Silbernen Verdienstmedaille für Landwirtschaft und Gewerbe (Großherzogtum Hessen)[2]
- 1909 – Verleihung des königlich preußischen Kronenordens IV. Klasse[3]
- 1910 September 24 – Verleihung des Ritterkreuzes I. Klasse des großherzoglich hessischen Verdienstordens Philipps des Großmütigen[4]
- 1912 – Verleihung des königlich preußischen Roten Adlerordens IV. Klasse[5]